# Парадокс Гаусдорфа
Теорема Гаусдорфа парадокс в математиці імені Фелікса Гаусдорфа. 
Вона включає в себе сфери S2 (2-мірна сфера в R3). У ньому говориться, що якщо  з S2 якась видалити якусь зліченну підмножину, то залишок можна розділити на три підмножини А, В і С, які не перетинаються й такі, що A, B, C і B ∪ C усі рівні. Зокрема, випливає, що на S2 немає звичайної адитивної міри, визначеної для всіх підмножин, і такої, що міра конгруентних множин була б рівною (бо це означало б, що міра А як 1/3 і 1/2 не- нулю міра всій області).
Парадокс був опублікований в Mathematische Annalen в 1914 році і також у книзі Гаусдорфа, Grundzüge дер Mengenlehre, того ж року. Доказ набагато більш знаменитого парадоксу Банаха-Тарського використовує ідеї Гаусдорфа.
Цей парадокс показує, що немає скінчено-адитивної міри на сфері, визначеної для всіх підмножин, яких для конгруентних частин буде однаковою. (Гаусдорфа вперше показали в тій же роботі більш легкий результат, що є нічим лічильно-адитивна міра, визначена на всіх підмножин.) Структура групи обертань на сфері відіграє вирішальну роль тут - твердження не відповідає дійсності на площині чи лінія. Насправді, як пізніше було показано Банахом, можна визначити «зону» для всіх обмежених підмножин в евклідовій площині (а також «довжину» на прямих) таким чином, що конгруентні множини матимуть рівну «область». (Це Банахова міра, однак, є лише кінцеві добавки, так що це не показник, в повному розумінні, але вона дорівнює мірі Лебега для множин, для яких остання існує[джерело?].) Це означає, що якщо дві відкритих підмножини площини (або реальна лінія) розкладені в рівній мірі то вони мають рівні площі.